# Pavel Fabini
Pavel Fabini (* 18. prosince 1984, Praha) je český historik a politolog. Svůj výzkum zaměřuje na české politické a hospodářské dějiny, zejména na dějiny politických stran, parlamentarismu, volební kultury, politické korupce a rodinného podnikání v 19. a 20. století. Kromě toho se věnuje místním dějinám a přispívá k popularizaci českých dějin výstavní a přednáškovou činností.
V roce 2012 absolvoval magisterské studium historie a politologie na Filozofické fakultě Univerzity Karlovy v Praze. Do roku 2021 působil v Oddělení moderních politických a intelektuálních dějin Masarykova ústavu a Archivu Akademie věd České republiky. Je spolutvůrcem a bývalým koordinátorem výzkumného projektu Vývoj moderní parlamentní kultury v českých zemích a Československu. Je rovněž genealogem a jednatelem ve společnosti Czech Archives.
Autorsky se podílel mj. na putovní výstavě Republika československá 1918–1939 (AV ČR 2018–2019) nebo na výstavě Parlament! (Národní muzeum 2020–2021). Hospodářským dějinám se věnovala jeho výstava Ringhoffer (2017) či výstava o podnikatelské rodině Inwaldů (2018–2019), realizovaná ve spolupráci s Milanem Hlavešem a Nadací Jana a Medy Mládkových. Tématu proměny veřejného prostoru se věnovala jeho výstava Zrcadlo doby a zájem o kulturní dějiny a dějiny umění dokumentuje výstava o Malostranském hřbitově nebo publikace o Františku Topičovi, významném českém galeristovi a podnikateli. Osobnosti a díle věhlasného stavitele K. I. Dientzenhofera věnoval rozsáhlou výstavu instalovanou přímo v Dientzenhoferově letohrádku Portheimka. Se spoluautorem PhDr. Lukášem Cvrčkem Ph.D. v monografii nazvané Člověk v soukolí dějin přiblížili hlavní momenty dvacátého století na území jedné z pražských čtvrtí prostřednictvím příběhů desítek vybraných osob, mj. developera Václava M. Havla, filmového producenta Josefa Auerbacha nebo politika Antonína Novotného.
Vedle odborných studií a monografií je autorem řady populárně-naučných článků a novinových statí.
Je synem ekonoma Pavla Fabiniho a vnukem chemika Václava Voborníka. Jeho prastrýcem byl malíř a národní umělec Jozef Fabini, tetou slovenská astronomka Tatiana Piussi Fabini.[zdroj?]